# Marathon van Madrid 2012
De marathon van Madrid 2012 (ook wel Rock 'n' Roll Madrid) werd gelopen op zondag 22 april 2012. Het was de 35e editie van deze marathon. Het evenement heeft de status IAAF Silver Label Road Race. 
De overwinning was weggelegd voor de Keniaan Patrick Korir. Met een tijd van 2:12.07 bleef hij zijn landgenoot Enock Mitei slechts zes seconden voor. Eén seconde daar weer achter finishte Thompson Cherogony in 2:12.14 als derde; hij maakte het Keniaanse podium compleet. Bij de vrouwen ging de overwinning eveneens naar Kenia, Margaret Agai. Voor het parcours door Madrid had zij 2:32.23 nodig.
Parallel aan de marathon werd er ook een 10 km hardloopwedstrijd gehouden. De overwinning van deze wedstrijd ging naar Carles Castillejo in 30.01 en bij de vrouwen naar Vanessa Veiga in 34.57. Beide atleten hebben de Spaanse nationaliteit.

## Uitslagen
Mannen
| rang   | naam               | land | tijd    |
| ------ | ------------------ | ---- | ------- |
| Goud   | Patrick Korir      | KEN  | 2:12.07 |
| Zilver | Enock Mitei        | KEN  | 2:12.13 |
| Brons  | Thompson Cherogony | KEN  | 2:12.14 |
| 4      | Mark Tanui         | KEN  | 2:12.23 |
| 5      | Hailu Dogaga       | ETH  | 2:13.15 |
| 6      | Paul Kirui         | KEN  | 2:14.09 |
| 7      | Moses Arusei       | KEN  | 2:16.41 |
| 8      | Felix Limo         | KEN  | 2:20.06 |
| 9      | Tilaun Aliyev      | AZE  | 2:20.15 |
| 10     | Isaac Kosgei       | KEN  | 2:20.33 |

Vrouwen
| rang   | naam               | land | tijd    |
| ------ | ------------------ | ---- | ------- |
| Goud   | Margaret Agai      | KEN  | 2:32.23 |
| Zilver | Roman Gebregessese | ETH  | 2:34.40 |
| Brons  | Tigist Gebeyahu    | ETH  | 2:36.31 |
| 4      | Dailin Belmonte    | CUB  | 2:41.07 |
| 5      | Marina Kisileva    | RUS  | 2:42.36 |
| 6      | Tigist Worku       | ETH  | 2:43.30 |
| 7      | Irene Lorenzo      | ESP  | 2:55.38 |
| 8      | Cristina Rozalen   | ESP  | 2:55.51 |
| 9      | Nancy Langat       | KEN  | 3:03.19 |
| 10     | Paqui Fuentes      | ESP  | 3:03.31 |

1978 ·
1979 ·
1980 ·
1981 ·
1982 ·
1983 ·
1984 ·
1985 ·
1986 ·
1987 ·
1988 ·
1989 ·
1990 ·
1991 ·
1992 ·
1993 ·
1994 ·
1995 ·
1996 ·
1997 ·
1998 ·
1999 ·
2000 ·
2001 ·
2002 ·
2003 ·
2004 ·
2005 ·
2006 ·
2007 ·
2008 ·
2009 ·
2010 ·
2011 ·
2012 ·
2013 ·
2014 ·
2015 ·
2016 ·
2017